# Tour de Luzbelito
Es la octava gira que realizó la banda de rock argentino Patricio Rey y sus Redonditos de Ricota. Comenzó el 7 de junio de 1996 y terminó el 23 de mayo de 1998. Se realizó para presentar su séptimo disco Luzbelito. Durante esta gira, la banda tocó en Mar del Plata y San Carlos Centro, para luego volver a tocar en Mar del Plata durante dos noches seguidas. En diciembre, la banda llega al estadio de Unión. Al año siguiente hicieron shows en Mar del Plata, Córdoba, y luego iban a tocar en Olavarría el 16 y 17 de agosto, pero el intendente no los dejó, y fue así que tocaron el 4 de octubre en Tandil. En diciembre, la banda llega al estadio de Colón, y luego el 23 de mayo de 1998 despiden el disco nuevamente en Córdoba, para luego meterse a los estudios a grabar el sucesor, que se titula Último bondi a Finisterre.

## Regreso a los escenarios, lanzamiento del disco y conciertos posteriores

### 1996
En 1996 vuelven nuevamente a los escenarios, antes de lanzar su disco. El 7, 8 y 9 de junio, la banda realiza tres shows en la Go! Disco de Mar del Plata. Allí en esos tres conciertos estrenaron Fanfarria del cabrío, Cruz diablo, Juguetes perdidos, Luzbelito y las sirenas y La dicha no es una cosa alegre. En los shows del 8 y 9 de junio, vuelve a sonar después de 5 años su tema Vencedores vencidos, aquel que la banda no tocaba desde el concierto del 28 de diciembre de 1991, cuando se presentó en Obras su quinto disco titulado La mosca y la sopa. En el concierto del 9 de junio, antes de que se realizara, hicieron un chequeo de sonido para comprobar que funcione todo en orden. Ya realizaron 9 conciertos en esta discoteca: Tres en 1994 (12, 13 y 14 de agosto), tres en 1995 (13, 14 y 15 de octubre) y tres en 1996 (7, 8 y 9 de junio). Finalmente, y después de dos años de espera, sale el disco más oscuro y sombrío de la banda. Este se titula Luzbelito, y cuenta con la participación de Lito Vitale, Rodolfo Yoria, Hernán Aramberri y Metaleira Mantequeira (teclados, trompeta, samplers y sección de vientos, respectivamente). Consta de 11 temas, de los cuales 5 fueron presentados en los tres conciertos en Mar del Plata (7, 8 y 9 de junio de 1996). Fue grabado en Buenos Aires, Nueva York y San Pablo entre 1994 y 1995. Quedaron afuera Rock de las abejas y Quema el celo, ambos grabados con la orquesta antes mencionada en Brasil durante 1994. El 16, 17 y 18 de agosto, la banda regresa otra vez a la disco L'etoile en San Carlos Centro. Los días 26 y 27 de octubre hacen lo propio en el estadio Polideportivo de Mar del Plata, en dos funciones a lleno total. Entre el 6 y el 8 de diciembre realizarían tres shows en el estadio de fútbol de Real Arroyo Seco, pero por razones ajenas a la banda, debieron ser suspendidos. El 28 de diciembre, en los 20 años de fundación, la banda toca en el estadio de Unión de Santa Fe.

### 1997
En 1997 comienzan un nuevo año de vida tocando el 8 de marzo en el Patinódromo Municipal de Mar del Plata, y el 14 de junio hacen lo propio en el Anfiteatro Municipal Centenario de Villa María. El 16 y 17 de agosto, la banda tenía previsto realizar dos shows en Olavarría, pero el intendente de la ciudad no lo autorizó. Es por eso que realizaron una conferencia de prensa televisiva explicando los motivos de la suspensión de los shows. El 4 de octubre tocan en Tandil, en un recital que se desarrolló en el estadio José de San Martín. El 14 de noviembre se realiza una entrevista en la radio FM La Rockola. Finalmente, y para despedir el año, tocan el 13 de diciembre en el estadio de Colón, en la Provincia de Santa Fe, bajo una intensa lluvia.

### 1998
En 1998 hacen un show el 23 de mayo en Villa María, a modo de despedida de Luzbelito, ya que luego se encerraron para grabar el disco sucesor.

## Conciertos
| Fecha                   | Ciudad            | País      | Recinto                                    |
| ----------------------- | ----------------- | --------- | ------------------------------------------ |
| América del Sur         |                   |           |                                            |
| 7 de junio de 1996      | Mar del Plata     | Argentina | Go! Disco                                  |
| 8 de junio de 1996      | Mar del Plata     | Argentina | Go! Disco                                  |
| 9 de junio de 1996      | Mar del Plata     | Argentina | Go! Disco                                  |
| 16 de agosto de 1996    | San Carlos Centro | Argentina | L'étôile Disco                             |
| 17 de agosto de 1996    | San Carlos Centro | Argentina | L'étôile Disco                             |
| 18 de agosto de 1996    | San Carlos Centro | Argentina | L'étôile Disco                             |
| 26 de octubre de 1996   | Mar del Plata     | Argentina | Estadio Polideportivo Islas Malvinas       |
| 27 de octubre de 1996   | Mar del Plata     | Argentina | Estadio Polideportivo Islas Malvinas       |
| 28 de diciembre de 1996 | Santa Fe          | Argentina | Estadio 15 de Abril                        |
| 8 de marzo de 1997      | Mar del Plata     | Argentina | Patinódromo Municipal                      |
| 14 de junio de 1997     | Villa María       | Argentina | Anfiteatro Municipal                       |
| 4 de octubre de 1997    | Tandil            | Argentina | Estadio José de San Martín                 |
| 13 de diciembre de 1997 | Santa Fe          | Argentina | Estadio Brigadier General Estanislao López |
| 23 de mayo de 1998      | Villa María       | Argentina | Anfiteatro Municipal                       |

## Pruebas de sonido
- 09/06/1996 - Go! Disco, Mar del Plata

## Conciertos suspendidos
| Fecha                  | Ciudad, País           | Lugar                 | Motivo |
| ---------------------- | ---------------------- | --------------------- | --- |
| 6 de diciembre de 1996 | Arroyo Seco, Argentina | Club Real Arroyo Seco | El concierto se suspendió por razones ajenas a la banda.                                                             |
| 7 de diciembre de 1996 | Arroyo Seco, Argentina | Club Real Arroyo Seco | El concierto se suspendió por razones ajenas a la banda.                                                             |
| 8 de diciembre de 1996 | Arroyo Seco, Argentina | Club Real Arroyo Seco | El concierto se suspendió por razones ajenas a la banda.                                                             |
| 16 de agosto de 1997   | Olavarría, Argentina   | Club Estudiantes      | El concierto se suspendió debido a la prohibición del intendente Helios Eseverri. Se pasó al 4 de octubre en Tandil. |
| 17 de agosto de 1997   | Olavarría, Argentina   | Club Estudiantes      | El concierto se suspendió también por este suceso.                                                                   |

## Formación durante la gira
- Indio Solari - Voz
- Skay Beilinson - Guitarra eléctrica
- Semilla Bucciarelli - Bajo
- Walter Sidotti - Batería
- Sergio Dawi - Saxo